# Juninho Pernambucano
Juninho Pernambucano (* 30. ledna 1975, Recife, Brazílie) je bývalý brazilský fotbalový záložník, který naposledy hrál za brazilský klub CR Vasco da Gama. Byl znám svou přesnou prudkou střelou z dálky. Patřil mezi nejlepší střelce volných přímých kopů. Z přímých kopů dal nemálo gólů, ze střední i velké vzdálenosti, gól z největší vzdálenosti byl ze 45 m (proti Barceloně v roce 2007). S Olympique Lyonnais vyhrál 7 po sobě jdoucích titulů v Ligue 1.
Začátkem února 2014 oznámil konec aktivní kariéry.

## Fotbalová kariéra

### Začátky
Juninho začal svou kariéru v týmu Sport Recife a rychle se umístil jako vycházející hvězdy brazilského fotbalu. Poté, co vyhrál 2 tituly se Sport Recife, stěhoval se do CR Vasco da Gama. V roce 1995 získal několik trofejí s tímto klubem včetně titulu v brazilské první lize v letech 1997 a 2000, Copa Libertadores v roce 1998, Copa Mercosur v roce 2000. V tomtéž roce obdržel i cenu Bola de Prata (brazilský Stříbrný míč) – ocenění pro nejlepšího střelce brazilské ligy. V té době byl součástí silného týmu s hráči jako Romário, Edmundo a Juninho Paulista.

### Lyon
V roce 2001 se odstěhoval do Francie, kde hrál za Olympique Lyonnais. byl součástí veleúspěšného týmu Lyonu, který na začátku milénia sbíral jednu trofej za druhou. Před jeho příchodem Lyon nikdy nevyhrál nejvyšší francouzskou ligu. Hned první rok se to Juninhovi podařilo, a následně 7 sezón v řadě. V Lyonu byl obzvláště ceněn pro jeho přesné, pestré a silné přímé kopy. Byl považován za jednoho z nejlepších exekutorů přímých kopů všech dob, navíc proslul i jako vynikající rozehrávač, který přihrál na mnoho gólů. Jeho vůdcovské schopnosti mu zaručily udělení kapitánské pásky.
Dne 26. května 2009 Juninho oznámil, že opustí Lyon na konci sezóny jako volný hráč. Předseda Lyonu Jean-Michel Aulas vysvětlil médiím, že klub a Juninho se domluvili na zrušení posledního roku smlouvy. Během tiskové konference Juninho seděl vedle Aulase a opustil tiskovou konferenci, aniž by řekl jediné slovo.[zdroj?]

### Al-Gharafa
Dne 17. června 2009 Juninho podepsal dvouletý kontrakt s katarským klubem Al-Gharafa za poplatek ve výši 2,5 mil €. V jeho první sezóně se stal kapitánem mužstva. S ním katarský tým vyhrál Qatari Stars Cup a Qatar Crown Prince Cup a Juninho obdržel ocenění „hráč roku“ od Katarské fotbalové asociace.

### Vasco da Gama (návrat)
Dne 27. dubna 2011 se Juninho vrátil do svého bývalého klubu v Brazílii. První gól vstřelil hned v prvním zápase z přímého kopu. Začátkem února 2014 oznámil konec aktivní kariéry.

## Reprezentační kariéra
Za reprezentaci Juninho hrál 7 let od roku 1999. Skončil reprezentační kariéru, aby uvolnil místo mladým talentům. Byl několikrát nominován na ocenění FIFA – světového hráče roku a Zlatý míč, ale nevyhrál je.

## Úspěchy

### Klubové
Sport Recife
- Campeonato Pernambucano: 1994
- Campeonato do Nordeste: 1994

 Vasco da Gama
- Campeonato Brasileiro Série A: 1997, 2000
- Campeonato Carioca: 1998
- Taça Guanabara 1998, 2000
- Taça Rio 1998,1999
- Copa Libertadores: 1998
- Torneio Rio-São Paulo: 1999
- Copa Mercosur: 2000

 Olympique Lyonnais
- Ligue 1: 2002, 2003, 2004, 2005, 2006, 2007, 2008
- Trophée des champions: 2002, 2003, 2004
- Coupe de France: 2008

 Al-Gharafa
- Qatari Stars Cup: 2009
- Qatar Stars League: 2010
- Qatar Crown Prince Cup: 2010, 2011

### Reprezentační
Brazílie
- Toulon Tournament: 1995
- FIFA Confederations Cup: 2005

### Individuální
- Revista Placar Bola de Prata (1): 2000
- UNFP Ligue 1 Player of the Month (3): February 2005, March 2005, October 2007
- UNFP Ligue 1 Player of the Year (1): 2005–06
- UNFP Ligue 1 Team of the Year (3): 2003–04, 2004–05, 2005–06
- Qatar Football Association Player of the Year: 2010